# МТЗ-50
МТЗ-50 са марка колесни трактори с общо предназначение, произвеждани от Минския тракторен завод от 1962 до 1985 година. От 1985 г. производството е ограничено само за износ. В Русия не е доставян. През 1990-те години производството е възстановено под марката на Беларус-500. Тракторите МТЗ-50 и МТЗ-52 са дълбока модернизация на предишните трактори МТЗ-5 и МТЗ-7 съответно. Тракторът е изработен по традиционния за семейното оформление вид: полукръгла конструкция с носещи карти на трансмисионни агрегати, предно местоположение на двигателя, задно задвижване и т.н. Тракторът MTP-50 е само със задно задвижване, докато тракторът MTP-52 е 4x4.
Общо са произведени 1 256 800 трактори МТЗ-50 „Беларус“ и МТЗ-52 „Беларус“ във всички модификации.

## Варианти
- МТЗ-60 и МТЗ-62
- MTP-50Х
- MTZ-50К
- Т-50В и T-54В
- МТЗ-50Р
- МТЗ-52Н
- МТЗ-50Л